# D'Anna (casa editrice)
Casa editrice G. D'Anna è una casa editrice italiana di proprietà della Loescher con sede a Firenze. Pubblica libri di testo per gli istituti scolastici.

## Storia

### La fondazione
La casa editrice fu fondata a Messina nel 1926 da Giacomo D'Anna, fratello del pittore Giulio D'Anna, già libraio con importanti contatti con uomini di cultura del tempo. Attività principale era la pubblicazione di saggi di professori dell'Università di Messina, esemplari traduzioni dal latino e dal greco, opere di insigni studiosi. Nacquero così le collane Biblioteca di Cultura Contemporanea e Gemme minori di Sicilia e la rivista Ponte. Alla produzione saggistica venne affiancata quella scolastica, con testi redatti da importanti nomi della cultura accademica come Luigi Russo, Quintino Cataudella, Francesco Flora, Nicola Terzaghi o Manara Valgimigli.
Dopo il bombardamento di Messina del 1943 la casa si trasferì temporaneamente a Città di Castello le cui stamperie permisero di continuare l'attività. La casa editrice ritornò poi a Messina ma fu creata una sede a Firenze (diretta dal figlio di Giacomo D'Anna, Guido) per seguire la pubblicazione della rivista Belfagor di Luigi Russo che si trovava in disaccordo con la Vallecchi, che fino ad allora pubblicava la rivista.
Nel clima della contestazione giovanile italiana del Sessantotto furono pubblicate la rivista Generazione zero, le collane monografiche Parallela, Tangenti, Antologie filosofiche per problemi, Gli uomini e le loro istituzioni e Secondo millennio e per l'editoria scolastica Gli incontri, I problemi, l'edizione rinnovata di Antologia della letteratura italiana di Mario Balestrieri, Angelo Gianni e Angelo Pasquali.
Negli anni novanta D'Anna inizia a pubblicare prodotti multimediali tra cui il Dizionario dei sinonimi e dei contrari, il DirdiPiù (Dizionario italiano ragionato & Laboratorio linguistico operativo) e testi scolastici; negli stessi anni si avviano collaborazioni con L'Espresso, la Repubblica, Fratelli Alinari, Zanichelli, Loescher e Città Nuova. Loescher entra nel capitale societario di D'Anna e inizia a curare la distribuzione dal 1998.
Nel gennaio 2004 Guido D'Anna, figlio della fondatore Giacomo, muore; i suoi figli, che già dal 1981 avevano iniziato a lavorare in azienda, proseguono il lavoro editoriale. Nel 2006 si festeggiano gli 80 anni di attività con la presentazione nella Biblioteca degli Uffizi del libro Casa editrice G. D'Anna. Persone, storie, luoghi in ottant'anni di editoria, opera che raccoglie materiali e testimonianze sulla storia della casa editrice.

### La cessione
Nell'aprile 2008, in seguito a volontà espresse da alcuni soci D'Anna, la Loescher acquista una quota di azioni tali da consentirle di raggiungere la maggioranza azionaria.
Nel dicembre 2009 Gabriele D'Anna, figlio di Guido e già da tempo Presidente e Direttore editoriale, prende atto di alcuni cambiamenti derivanti dal nuovo assetto societario: cede le proprie azioni e lascia l'azienda alla quale ha dedicato ogni energia per oltre ventotto anni.
Nel giugno 2012, a seguito di un ulteriore passaggio di quote, la Casa editrice è controllata totalmente da Loescher Editore S.r.l. (società a sua volta controllata da Zanichelli Editore S.p.A.).
Nell'ottobre 2012 è stata deliberata la fusione per incorporazione della Casa editrice G. D'Anna in Loescher Editore a far data da gennaio 2013.
All'interno del catalogo Loescher il marchio D'Anna ha una propria autonomia e le sue opere sono curate da un'apposita redazione che ha sede nei nuovi uffici di via Mannelli a Firenze.